# Marina de Tavira
Marina de Tavira Servitje (Città del Messico, 30 novembre 1974) è un'attrice messicana. È conosciuta per il suo ruolo nel film Roma (2018), che le ha valso una nomination come migliore attrice non protagonista ai Premi Oscar 2019.

## Filmografia parziale
- La zona, regia di Rodrigo Plá (2007)
- Cinco días sin Nora, regia di Mariana Chenillo (2010)
- Roma, regia di Alfonso Cuarón (2018)
- Esto no es Berlín, regia di Hari Sama (2019)
- Frammenti dal passato - Reminiscence (Reminiscence), regia di Lisa Joy (2021)

## Doppiatrici italiane
- Francesca Fiorentini in La zona
- Mirta Pepe in Frammenti del passato - Reminiscence